# 布班扎省
布班扎省（Bubanza Province）布隆迪17个省之一。下辖5个公社。省会布班扎。土地面积1089.04平方公里。2008年布班扎省的人口估计为500404人。
与刚果民主共和国接壤。西部有国道5号線。农业有水稻和棉花。也养牛。

## 下级行政区
- 布班扎公社 (布班扎)
- Gihanga公社 (Gihanga)
- Musigati公社 (Musigati)
- Mpanda公社 (Mpanda)
- Rugazi公社